# Zasłużony Mistrz Sportu ZSRR w hokeju na lodzie
Zasłużony Mistrz Sportu ZSRR w hokeju na lodzie (ros. Заслуженный мастер спорта СССР по хоккею с шайбой) – narodowa galeria sławy w hokeju na lodzie w ZSRR istniejąca w latach 1948-1992.
Pierwotnie istniał najwyższy honorowy tytuł sportowy Zasłużony Mistrz Sportu w tzw. krajach demokracji ludowej (w ZSRR od 1983 roku obowiązywała nazwa oficjalna Zasłużony Mistrz Sportu ZSRR).
Obok Hockey Hall of Fame i Galerii Sławy IIHF jest to najstarsza na świecie galeria sławy w hokeju na lodzie.
Wyróżnienia były przyznawane w zdecydowanej większości po turniejach mistrzostw świata i zimowych igrzyskach olimpijskich, w których reprezentacja Związku Radzieckiego odnosiła sukcesy medalowe.

## Lista uhonorowanych
Lista obejmuje radzieckich i rosyjskich zawodników hokejowych, którzy w latach 1948-1992 zostali wyróżnieni tytułem Zasłużony Mistrz Sportu ZSRR. Dodatkowo ujęci sportowcy, którzy byli hokeistami, lecz zostali odznaczeni tytułem jako uprawiający inne dyscypliny, które podano nawiasach (np. piłka nożna. bandy).
- 1945: Wsiewołod Blinkow (piłka nożna), Wasilij Trofimow (bandy, piłka nożna)
- 1946: Aleksandr Winogradow (piłka nożna)
- 1947: Władimir Jegorow (piłka nożna)
- 1948: Boris Afanasjew (piłka nożna), Wsiewołod Bobrow (piłka nożna), Nikołaj Miedwiediew (bandy), Władimir Nikanorow (piłka nożna), Arkadij Czernyszow (piłka nożna)
- 1949: Anatolij Tarasow
- 1951: Grigorij Mkrtyczan, Nikołaj Postawnin (bandy)
- 1952: Pawieł Korotkow (trener - bandy)
- 1953: Jewgienij Babicz, Pawieł Żyburtowicz, Wiktor Szuwałow
- 1954: Pawieł Żyburtowicz
- 1955: Michaił Byczkow, Nikołaj Chłystow, Aleksiej Guryszew, Aleksandr Komarow, Jurij Kryłow, Walentin Kuzin, Alfred Kuczewski, Boris Pietielin, Nikołaj Puczkow, Dmitrij Ukołow, Aleksandr Uwarow, Boris Zapriagajew
- 1956: Jurij Pantiuchow, Gienrich Sidorienkow, Nikołaj Sołogubow, Iwan Triegubow
- 1963: Wieniamin Aleksandrow, Aleksandr Almietow, Witalij Dawydow, Eduard Iwanow, Wiktor Jakuszew, Władimir Jurzinow, Wiktor Konowalenko, Wiktor Kuźkin, Boris Majorow, Jewgienij Majorow, Stanisław Pietuchow, Aleksandr Ragulin, Wiaczesław Starszynow, Jurij Wołkow
- 1964: Anatolij Firsow, Konstantin Łoktiew, Leonid Wołkow, Boris Zajcew
- 1965: Władimir Breżniew, Anatolij Jonow
- 1966: Oleg Zajcew
- 1967: Walerij Nikitin, Władimir Wikułow, Wiktor Zingier
- 1968: Wiktor Blinow, Jewgienij Miszakow, Jurij Moisiejew, Wiktor Połupanow (w 1970 roku pozbawiony, następnie przywrócony), Wiktor Romiszewski, Wiktor Zimin
- 1969: Walerij Charłamow, Wiktor Cypłakow, Aleksandr Malcew, Boris Michajłow, Władimir Pietrow, Jewgienij Paładiew
- 1970: Aleksandr Jakuszew, Władimir Łutczenko, Jurij Morozow
- 1971: Władimir Szadrin, Władisław Trietjak
- 1972: Jurij Blinow, Giennadij Cygankow
- 1973: Wiaczesław Anisin, Aleksandr Gusiew, Jurij Lapkin, Aleksandr Martyniuk, Walerij Wasiljew
- 1974: Igor Dmitrijew, Jurij Lebiediew, Jurij Szatałow
- 1975: Siergiej Kapustin, Wiktor Szalimow
- 1976: Aleksandr Sidielnikow
- 1978: Helmuts Balderis, Zinetuła Bilaletdinow, Wiaczesław Fietisow, Jurij Fiodorow, Aleksandr Golikow, Władimir Golikow, Aleksandr Paszkow, Wasilij Pierwuchin, Wiktor Żłuktow,
- 1979: Siergiej Babinow, Siergiej Makarow, Władimir Myszkin,
- 1981: Nikołaj Drozdiecki, Aleksiej Kasatonow, Władimir Krutow, Aleksandr Skworcow, Nikołaj Makarow, Siergiej Szepielew
- 1982: Andriej Chomutow, Iriek Gimajew, Aleksandr Kożewnikow, Igor Łarionow, Wiktor Tiumieniew
- 1983: Wiaczesław Bykow, Siergiej Starikow, Michaił Wasiljew, Władimir Zubkow
- 1984: Aleksandr Gierasimow, Władimir Kowin, Igor Stielnow
- 1986: Michaił Warnakow, Siergiej Mylnikow
- 1988: Ilja Bjakin, Aleksandr Czornych, Aleksiej Gusarow, Siergiej Jaszyn, Walerij Kamienski, Igor Krawczuk, Andriej Łomakin, Aleksandr Mogilny, Vitālijs Samoilovs, Anatolij Siemionow, Siergiej Swietłow
- 1989: Władimir Konstantinow, Wałerij Szyriajew
- 1990: Pawieł Bure, Jewgienij Dawydow, Władimir Małachow, Siergiej Niemczinow, Aleksandr Siemak
- 1991: Jurij Cycynow, Jewgienij Groszew, Jurij Paramoszkin, Wiktor Priażnikow
- 1992: Siergiej Bautin, Igor Bołdin, Nikołaj Borszczewski, Wiaczesław Bucajew, Jurij Chmylow, Dmitrij Juszkiewicz, Darius Kasparaitis, Andriej Kowalenko, Aleksiej Kowalow, Dmitrij Mironow, Siergiej Pietrienko, Witalij Prochorow, Michaił Sztalenkow, Andriej Triefiłow, Siergiej Zubow, Aleksiej Żamnow, Aleksiej Żytnik